# Teekay
Teekay er et canadisk rederi med speciale i udskibning af råolie.
Teekay blev grundlagt i 1973 af Torben Karlshøj, dengang en 31-årig dansk skibsmægler, som var emigreret til USA som 20-årig og mest arbejdede på gårde. Firmaet fik navnet "TK" efter Karlshøjs initialer. Det startede med at købe små brugte olietankskibe, en lukrativ handel på grund af de høje oliepriser under oliekrisen i 1973-1974. Virksomheden havde hovedkontor på Bahamas og kunne derved drage fordel af lave selskabsskatter. De fleste af selskabets skibe var registreret i Liberia, så man kunne drage fordel af relativt lave skatter og muligheden for at rekruttere søfolk fra hele verden. Virksomheden voksede i 1980'erne ved at operere i det risikable farvand ud for Den Persiske Golf under Iran-Irak-krigen.
Under Karlshøjs ledelse voksede virksomheden yderligere fra en tankskibsoperatør til en operationel skibsejer på det konventionelle shippingmarked. I årenes løb udvidede Teekay med nye segmenter, herunder gas og offshore. Teekay opererer i dag under to selskaber, der er børsnoterede på New York Stock Exchange: Teekay Corporation og Teekay Tankers.